# Anacársis
Anacársis (em grego:  Ἀνάχαρσις) foi um filósofo cita que viajou de sua terra natal na costa norte do mar Negro até Atenas no início do século VI a.C. e causou grande impressão como um "bárbaro" franco, sincero, aparentemente um precursor dos cínicos, embora nenhum de seus trabalhos tenha sobrevivido.

## Biografia
Anacársis era filho de Gnouros, um chefe cita, com possível ascendência grega e de uma cultura mista helenística, aparentemente da região do Bósforo Cimeriano. Deixou seu país natal para viajar em busca do conhecimento, e viajou para Atenas aproximadamente em 589 a.C., no tempo em que Sólon estava ocupado com as suas medidas legislativas.
Segundo a história contada por Hermipo, Anacársis chegou à casa de Sólon e disse: "Eu viajei até aqui de longe para fazer de você o meu amigo". Sólon respondeu: "É melhor fazer amigos em casa". Então, o cita respondeu: "Então é necessário que você esteja em casa para fazer de mim seu amigo". Sólon sorriu e aceitou-o como seu amigo.
Anacársis cultivou o jeito estranho de ver a falta de lógica nas coisas familiares. Por exemplo, Plutarco observa que ele "expressava sua admiração pelo fato de que na Grécia os homens sábios falavam e os tolos decidiam". Sua conversa era divertida e franca, e Sólon e os atenienses o consideravam um sábio e filósofo. Seu discurso áspero e livre tornou-se proverbial entre os atenienses como "discurso cita".
Anacársis foi o primeiro estrangeiro (meteco), que recebeu os privilégios da cidadania ateniense. Foi considerado por alguns autores antigos como um dos Sete Sábios da Grécia, e diz-se que foi iniciado nos mistérios de Elêusis da Grande Deusa, um privilégio negado a quem não falava o grego fluentemente.
De acordo com Heródoto, quando Anacársis retornou para os citas, foi morto por seu próprio irmão devido aos seus modos gregos e especialmente pela tentativa ímpia de oferecer sacrifícios à Deusa Mãe Cibele, cujo culto era indesejável entre os citas.

## Ideias

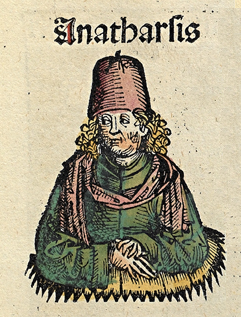
Anacársis, retratado como um estudioso medieval na Crônica de Nuremberg

Nenhuma das obras atribuídas a ele na antiguidade, se é que foram escritas por ele, sobreviveram. Foi dito que Anacársis escreveu um livro que compara as leis dos citas com as leis dos gregos, bem como um trabalho sobre a arte da guerra. Tudo o que resta de seu pensamento é o que mais tarde a tradição atribui a ele. Tornou-se famoso pela simplicidade de seu modo de viver e suas observações agudas sobre as instituições e os costumes dos gregos. Exortou a moderação em tudo, dizendo que a videira tem três cachos de uvas: o primeiro vinho, o prazer; o segundo, a embriaguez; o terceiro, o desgosto. Desse modo, ele se tornou uma espécie de emblema para os atenienses, que inscreveram em suas estátuas: 'Contenham suas línguas, seus apetites, suas paixões'. No século II d.C, Luciano de Samósata utilizou Anacársis para um diálogo fictício com Sólon, em que criticava a importância que os antigos gregos davam à ginástica.
Há dez cartas existentes atribuídas a ele, uma das quais é também citada por Cícero:
Saudações de Anacársis para Hanno: Minha roupa é um manto cita, meus sapatos são as solas dos meus pés duros, minha cama é a terra, minha comida é apenas temperada pela fome - e eu não comi nada, além do leite, do queijo e da carne. Venha me visitar, e você vai encontrar-me em paz. Você quer me dar algo. Mas em vez disso deveria dá-lo a seus concidadãos, ou deixar que os deuses imortais o tenha.
Todas as cartas são falsas. As primeiras nove datam provavelmente do século III a.C., elas são normalmente incluídas entre as epístolas cínicas, e refletem como os filósofos cínicos o viam como prefigurando muitas de suas ideias; a décima carta é citada por Diógenes Laércio, ela é dirigida a Creso, o proverbial rei rico da Lídia, ela também é fictícia:
 Anacársis para Creso: Oh! rei dos lídios, eu vim para o país dos gregos, a fim de familiarizar-me com seus costumes e instituições; porém, eu não tenho a necessidade de ouro, e ficarei muito contente se eu voltar à Cítia um homem melhor do que quando eu a deixei. No entanto, virei a Sardes, pois eu acho que seria muito desejável tornar-se um amigo seu.
Estrabão faz dele o inventor (provavelmente lendário) da âncora com duas pontas, e outros fizeram dele o inventor da roda de oleiro.
Tendo sido informado de que Sólon foi designado para elaborar um código de leis para os atenienses, Anacársis descreveu sua ocupação, dizendo:
"As leis são teias de aranha, que pegam os insetos pequenos, mas não podem segurar os grandes."

## Renascimento no século XVIII
Em 1788 Jean-Jacques Barthélemy (1716-1795), um estudioso clássico e jesuíta altamente respeitado, publicou As Viagens de Anacársis, o Jovem, na Grécia, a cerca de um jovem cita descendente de Anacársis. A obra, em quatro volumes, era um imaginário diário de viagem, um dos primeiros romances históricos, que Klemperer chamou de "a enciclopédia do novo culto do antigo" no final do século XVIII. Ele teve um impacto sobre o crescimento do filo-helenismo na França naquele tempo. O livro passou por várias edições, foi reeditado nos Estados Unidos e traduzido para o alemão e outros idiomas. Mais tarde inspirou a simpatia europeia pela luta grega pela independência e gerou continuações e imitações ao longo do século XIX.